# Gerty Spies
Gerty Spies (* 13. Januar 1897 als Gertrud Gumprich in Trier; † 10. Oktober 1997 in München) war eine deutsche Schriftstellerin.

## Leben und Werk
Spies war die Tochter des jüdischen Kaufmanns und Mundartdichters Siegmund Gumprich. Sie absolvierte eine Ausbildung zur Kindergärtnerin in Frankfurt am Main, kehrte jedoch, als ihr Bruder im September 1918 in Frankreich fiel, zu ihren Eltern zurück. 1920 heiratete sie einen Chemiker und zog mit ihm nach Freiburg im Breisgau. Aus der Ehe, die 1927 geschieden wurde, gingen zwei Kinder hervor.
1929 zog Spies nach München-Schwabing. Dort begann sie zu schreiben, vor allem Gedichte und Humoristisches. Nach der Machtergreifung der Nationalsozialisten 1933 lebte sie in zunehmender gesellschaftlicher Isolation. 1939 wurde sie zur Arbeit in einem Münchner Verlag verpflichtet und schließlich im Juli 1942 ins KZ Theresienstadt deportiert. Trotz der schwierigen Bedingungen gelang es ihr, ermutigt von der ebenfalls dort internierten Schriftstellerin Elsa Bernstein, ihre literarische Arbeit zu intensivieren.
1945 kehrte sie nach München zurück – als eine von nur 200 Überlebenden der ehemals 12.000 jüdischen Einwohner der Stadt. Sie engagierte sich beim Bayerischen Hilfswerk für die durch die Nürnberger Gesetze Betroffenen. 1947 erschien ihr Gedichtband Theresienstadt in einem Münchner Kleinverlag. Für ihre autobiographischen Aufzeichnungen Drei Jahre Theresienstadt und ihren Roman Bittere Jugend hingegen fand sich in den 1950er Jahren kein Verleger.
Erst 1984 erschien Drei Jahre Theresienstadt, 1987 der Gedichtband Im Staube gefunden, 1992 die Erzählung Das schwarze Kleid und kurz vor ihrem Tod 1997 Bittere Jugend. Daneben verfasste Gerty Spies auch Märchen und Gedichte für Kinder, Satirisches und politisch engagierte Lyrik.
Die Dichterin starb mit 100 Jahren in München. Ihre Grabinschrift hatte sie selbst verfasst: „Ich liebte, lachte und litt (...)“. Sie liegt auf dem Neuen Israelitischen Friedhof in München begraben.
2022 benannte die Stadt Trier eine Straße, die zuvor nach Paul von Hindenburg benannt war, zu Ehren der Schriftstellerin in Gerty-Spies-Straße um. In München im Stadtbezirk Sendling-Westpark gibt es ebenfalls eine Gerty-Spies-Straße.

## Auszeichnungen
- 1984 Ernennung zur Ehrenvorsitzenden der Gesellschaft für Christlich-Jüdische Zusammenarbeit München
- 1986 Schwabinger Kunstpreis für Literatur
- 1987: Verdienstkreuz am Bande des Verdienstordens der Bundesrepublik Deutschland
- Seit 1996: Vergabe des Gerty-Spies-Literaturpreises der Landeszentrale für politische Bildung Rheinland-Pfalz

## Veröffentlichungen
- Theresienstadt. Gedichte. München: Freitag-Verlag, 1947.
- Wie ich es überlebte. Ein Dokument. In: Hochland, 50. Jg., Nr. 4, 1958. S. 350–360.
- Drei Jahre Theresienstadt. [Lebenserinnerungen.] München: Kaiser, 1984.
- Im Staube gefunden. Gedichte. München: Kaiser, 1987.
- Das schwarze Kleid. Erzählung. München: Kaiser, 1992.
- Gedichte aus dem Konzentrationslager und aus den nachfolgenden Jahren. Deggendorf: Weiß, 1993.
- Bittere Jugend. Ein Roman von Verfolgung und Überleben im Nationalsozialismus. Hrsg. von Hans-Georg Meyer. Mit einem Nachwort von Sigfrid Gauch und autobiographischen Notizen von Gerty Spies. Frankfurt a. M.: Brandes und Apsel, 1997. ISBN 3-86099-456-5.
- Des Unschuldigen Schuld. Eine Auswahl aus dem Werk anlässlich der ersten Verleihung des Gerty-Spies-Literaturpreises der Landeszentrale für politische Bildung Rheinland-Pfalz. Zusammengestellt von Dieter Lamping und Hans-Georg Meyer. Mainz: Landeszentrale für politische Bildung, 1997.